# فيرورن
فيرورن (بالإنجليزية: Firehorn)‏ هو أحد جبال سلسلة جبال الألب البرنية وجزء من القمة الأم فينستيرارون يقع في كانتون فاليز، سويسرا. يبلغ ارتفاع الجبل حوالي 3182 متر، بينما يبلغ ارتفاع نتوء الجبل 111 متر.